# 조선기
조선기(1992년 4월 24일 ~ )는 대한민국의 배우이다.

## 학력
- 한양대학교 연극영화학과

## 출연작

### 영화
- 《불어라 검풍아》 (2021년) - 귀검 / 유명배우 역
- 《범죄해결 특수반》 (2020년) - 강호 역
- 《갱》 (2020년) - 대호 역
- 《검은 여름》 (2019년)
- 《중지 손가락》 (2018년) - 선기 역
- 《낮달》 (2015년) - 선기 역
- 《강남 1970》 (2015년) - 무덤가 영등포파 역
- 《어흘리》 (2013년) - 수남 역
- 《황소개구리》 (2013년)

### 드라마
- 《신입사관 구해령》 (2019년, MBC)
- 《삼남매》 (2018년, 웹드라마) - 막내 역
- 《빙상의 신》 (2018년, 웹드라마) - 남상훈 역
- 《독고 리와인드》 (2018년, 웹드라마) - 박용국 역
- 《마더》 (2018년, tvN) - 과거 해나 아버지 역
- 《내 아이디는 강남미인》 (2018년, JTBC)
- 《사랑을 말하다》 (2016년, 웹드라마) - 선기 역

### 연극
- 《연애플레이리스트》
- 《경성지애》
- 《시련》
- 《리어왕》
- 《광염소나타》